# Книшівка (Миргородський район)
Книші́вка — село в Україні, Миргородському районі Полтавської області. Населення становить 827 осіб. Входить до складу Великобудищанської сільської громади. До 2019 року орган місцевого самоврядування — Книшівська сільська рада.
Після ліквідації Гадяцького району у липні 2020 року увійшло до Миргородського району.

## Географія
Село Книшівка розташоване на правому березі річки Псел, вище за течією на відстані 1.5 км розташоване село Дучинці, нижче за течією на відстані 4 км розташоване село Броварки, на протилежному березі село Веприк. Поблизу села знаходиться Книшівське городище скіфськіх часів.

## Історія
на західній околиці села — городище скіфського часу
Населений пункт під назвою Книшовка (Knyszowka) згадується на карті Боплана,(приблизно 1648 рік). Відтак, село було засновано задовго до 1648 року, наприклад 1600 року. Імовірно, назва села походить від прізвиська засновника - Книша. В свою чергу, прізвисько Книш походить від назви страви - книш.
- За даними на 1859 рік у власницькому та козацькому селі Гадяцького повіту Полтавської губернії, мешкало 1068 осіб (538 чоловічої статі та 530 — жіночої), налічувалось 131 дворове господарство, існувала православна церква[2].
- Станом на 1900 рік село було центром окремої, Книшівської волості[3].
- Село постраждало внаслідок голоду 1922-1923рр. геноциду українського народу, проведеного окупаційним урядом СССР 1932-1933 та 1946–1947 роках. У 2016 р. з ініціативи місцевого священника Романа Височанського відкрито сільський музей,  коштом релігійної громади УПЦ встановлено кам'яний хрест жертвам голодоморів. А у 2017 за його поданням та матеріальним і фінансовим внеском завершена реконструкція фонтану.

## Релігія
Свято-Троїцький храм УПЦ збудований 2011 р. старанням ієрея Романа Височанського з участю Петра Яківця та  його сина Віталія Яківця і ще одного мецената Сергія Щербака.Земельну ділянку під будівництво сільська рада відмовилася виділити, зіслалися у усній формі на археологічну цінність земель в населеному пункті. Свій зруйнований часом будинок з присадибною ділянкою для потреб релігійної громади УПЦ подарувала Горкун Феодосія Коновнівна, яка на той час проживала у Гадяцькому геріатричному будинку.

## Постаті
- Ільченко Сергій Анатолійович (1975—2015) — старший солдат Збройних сил України, учасник російсько-української війни.